# Rhodoplagiochila
Rhodoplagiochila là một chi rêu trong họ Jungermanniaceae.